# Pajé

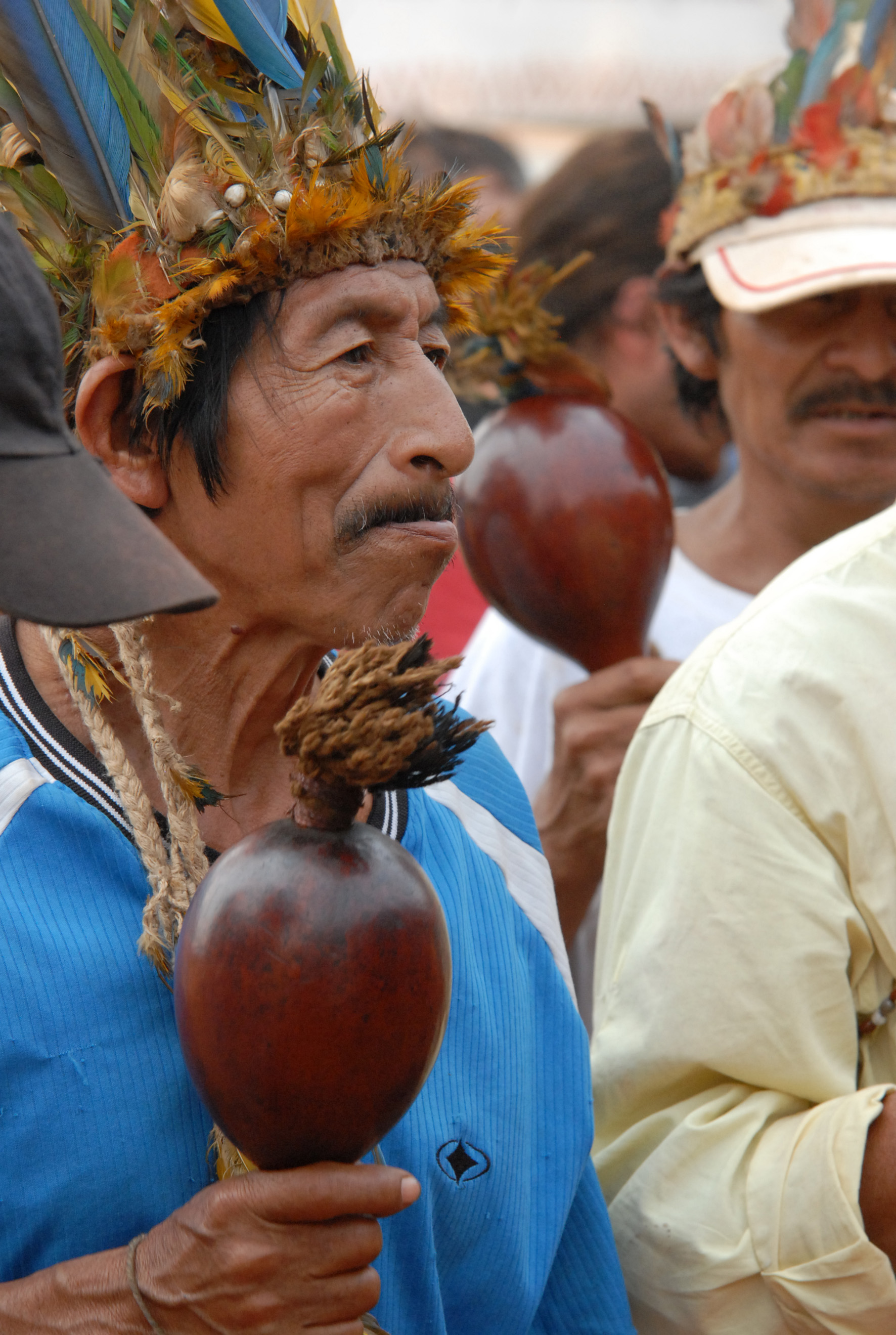
Pajés guaranis em dança festiva, em 2007.

O pajé ou pagé é uma pessoa de destaque em certos povos indígenas da América do Sul. São curandeiros, tidos como portadores de poderes ocultos, ou orientadores espirituais.

## Terminologia
Em seu dicionário de vocabulário indígena de 1887, Paulino Nogueira escreve:
Sacerdote, profeta, médico e também feiticeiro. [...] Daí a distinção em pajé catú ou bom, e pajé ayba ou mau. O 1º corresponde ao médico, e o 2º ao feiticeiro, mandigueiro, que fala com o diabo.
Segundo o dicionário Aurélio, é uma palavra de origem tupi, adotada como termo das disciplinas de antropologia e  etnologia brasileira. Designa o especialista ritual que, nas comunidades indígenas brasileiras, tem a atribuição ou o suposto poder de comunicar-se com as diversas potências e seres não humanos (espíritos de animais, de pessoas mortas etc.). Tem, como sinonímia, os termos: xamã, manda-chuva, benzedor e curandeiro. Outras terminologias se aplicam: caraíbas, paié, pagi, pay, payni, pai. 

## Funções
Assim como os xamãs, podem assumir o papel de médicos, sacerdotes e fazer uso de plantas para fins medicinais ou invocação de entidades. Normalmente, o conhecimento da utilização da planta correta para cada caso ou situação é passado de geração em geração, trazendo, assim, uma responsabilidade para o pajé do povo.
Os povos indígenas acreditam que os pajés têm ligações diretas com os deuses, sendo representantes escolhidos pelos deuses para passar a profecia ao povo.

## Pajelança
A Pajelança ou Cura diz respeito a um sistema médico-religioso praticado na região amazônica, no qual se recebem entidades chamadas de encantados. O curador ou pajé entra em transe, identificando o mal que acomete a pessoa que buscou ajuda, e prepara medicamentos naturais para o tratamento das enfermidades. Com a chegada dos negros na região, ritos africanos e indígenas foram mesclados, em especial no Maranhão e no Pará, influenciando religiões sincréticas como o tambor de mina, o terecô e o babaçuê.